# Peter Dubovský (labdarúgó)
Peter Dubovský (Pozsony, 1972. május 7. – Ko Szamuj, 2000. június 23.) egykori szlovák válogatott labdarúgó, csatár.
A csehszlovák válogatottban 1991-ben, 19 évesen mutatkozott be. Összesen 6 gólt szerzett 14 mérkőzésen, mielőtt Csehszlovákia felbomlott. A szlovák válogatott gólrekordere lett 31 mérkőzésen 12 találattal. Ezt a rekordot azóta Németh Szilárd felülmúlta.
Pályafutását az FK Vinohrady Bratislava csapatában kezdte, majd végül a Slovanhoz szerződött. Az első játékos volt, akit az év játékosának választottak az újjá alakított szlovák bajnokságban 1993-ban. Ezután a spanyol óriásklub Real Madrid szerződtette, ahol 1993-tól 1995-ig szerepelt. Utolsó csapata a Real Oviedo volt (1995–2000). Peter Dubovský 28 éves korában 2000. június 23-án Thaiföldön hunyt el; a Namuang-vízesés fotózása közben megcsúszott és lezuhant egy szikláról. 